# Produkt włóknisty
Produkt włóknisty – pojęcie używane w matematyce, dokładniej w teorii kategorii.

## Definicja
Produktem włóknistym nazywa się, o ile istnieje, granicę diagramu modelowanego na poniższej kategorii

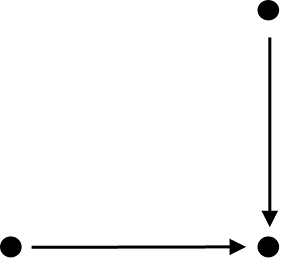

Mówiąc bardziej szczegółowo, w kategorii {\displaystyle {\mathcal {C}}} produktem włóknistym pary morfizmów {\displaystyle f:X\to Z} oraz {\displaystyle g:Y\to Z}
nazywamy taki obiekt {\displaystyle P=X\times _{Z}Y} wraz z parą morfizmów {\displaystyle p_{1}:P\to X,\ p_{2}:P\to Y,} że poniższy diagram
jest przemienny oraz dla dowolnego obiektu {\displaystyle Q\in Ob({\mathcal {C}})} i dowolnej pary morfizmów {\displaystyle q_{1}:Q\to X,q_{2}:Q\to Y} takich, że {\displaystyle fq_{1}=gq_{2},} istnieje dokładnie jeden morfizm {\displaystyle u:Q\to P} taki, że poniższy diagram
jest przemienny. Podobnie jak z innymi uniwersalnymi własnościami, produkt włóknisty jeżeli istnieje, to jest jedyny z dokładnością do izomorfizmu.